# Phil Rudd
Phil Rudd   (Melbourne, 19 de maig de 1954) es un bateria australià de rock dur. És conegut per ser el bateria del grup AC/DC. Va ser inclòs al Rock And Roll Hall Of Fame d'AC/DC el 2003 amb Brian Johnson, Angus Young, Malcolm Young i Cliff Williams.
Abans d'AC/DC va treballar amb el grup musical Buster Brown, que tenía com a vocalista l'Angry Anderson (anys més tard fundador de Rose Tattoo) però poc despès Bon Scott i els germans Angus i Malcolm Young el van contractar per a reemplaçar en Peter Clack a la bateria.

## AC/DC
Phil es va unir a AC/DC el 1975. El 1979 el grup va tenir un gran exit amb el llançament de Highway To Hell. Després de la mort del seu vocalista Bon Scott en Febrer de 1980, la banda va seguir treballent en nous temes. Després de contratar a Brian Johnson (ex vocalista de Geordie) com a vocalista van grabar Back In Black en honor de Bon Scott. Rudd va deixar la banda el 1982 pero va tornar el 1994 després de tenir problemés amb la llei i acabar a la presó el 2015 va deixar la banda però el va substituir Chris Slade que abans habia sigut Baterista de la banda entre 1990 i 1994. El 2020 després que Axl Rose marxés de la banda Phil Rudd, Cliff Williams i Brian Johnson van tornar a la Banda amb Angus Young i el seu nebot Stevie Young. En Octubre del 2020 van llançar l'àlbum Power Up amb cançons incluides com Shot In The Dark i Realize.